# Îles Choazil
Les îles Choazil (ou « Choizil ») sont deux îlots de Mayotte appartenant administrativement à Mtsamboro.

## Géographie
Situés dans le Nord-Est de Mayotte, entre Chissioua Mtsamboro et, à environ 800 m le rivage de Mayotte (village de Mtsamboro), il s'agit de deux îlots, reliés à marée basse par une langue de sable blanc. Le premier, Malandzamiayajou, s'étend sur environ 800 m de longueur pour 330 m de largeur et, le second, Malandzamiayatsini, sur environ 800 m de longueur dont une plage de près de 500 m sur sa côte Est, pour 150 m de largeur. 

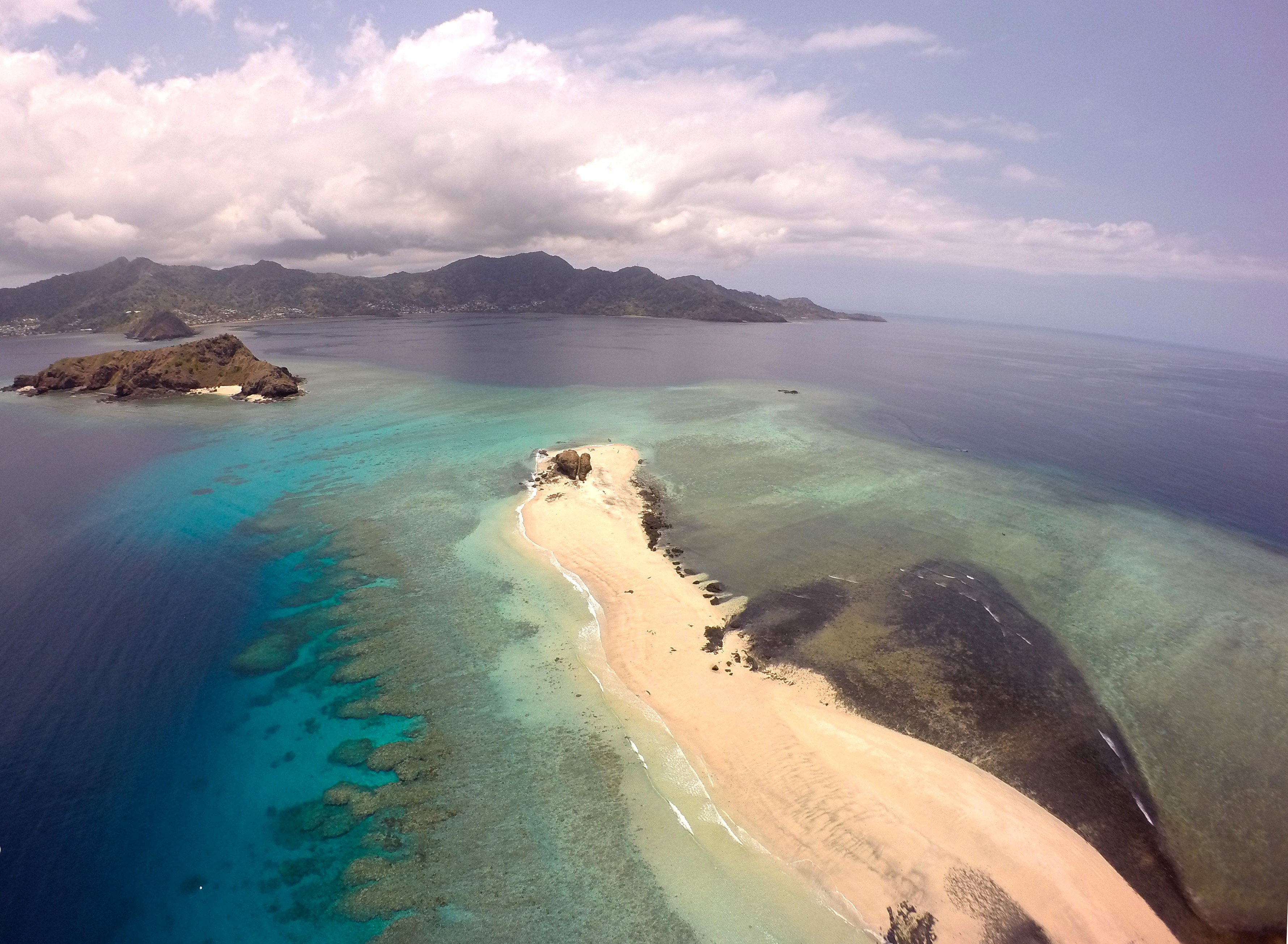
Vue aérienne.
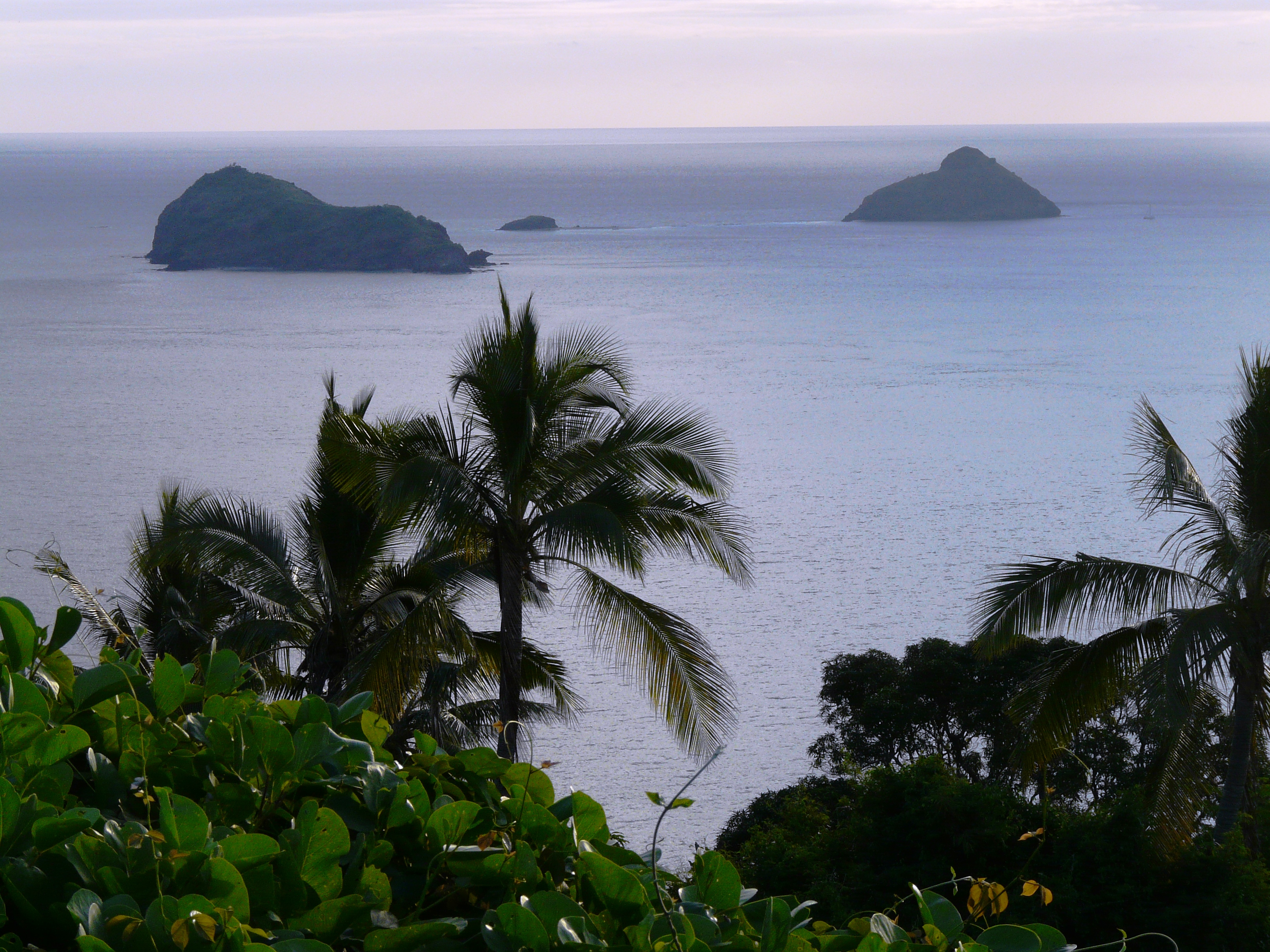
Vue depuis Mayotte.
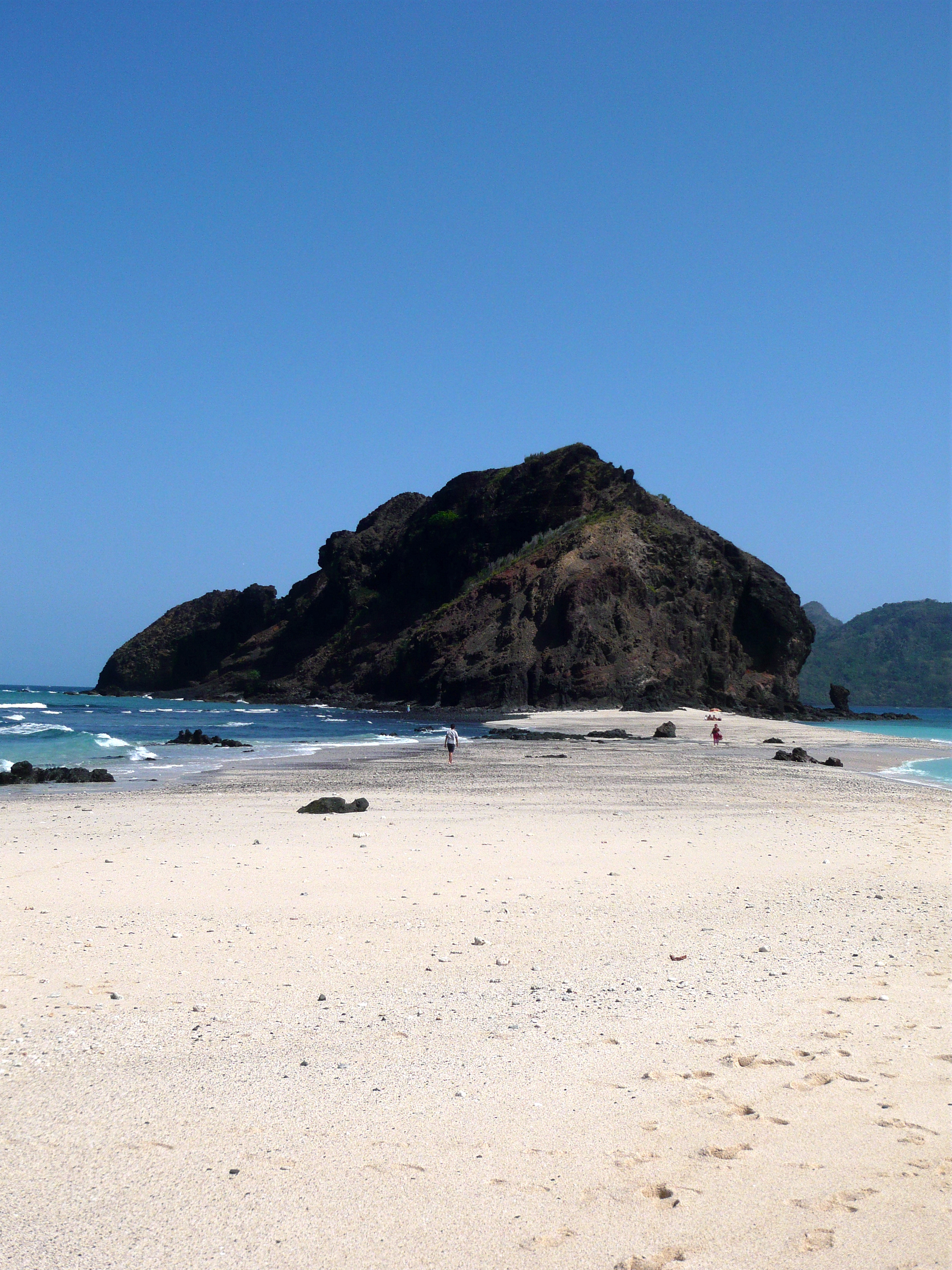
Rocher.
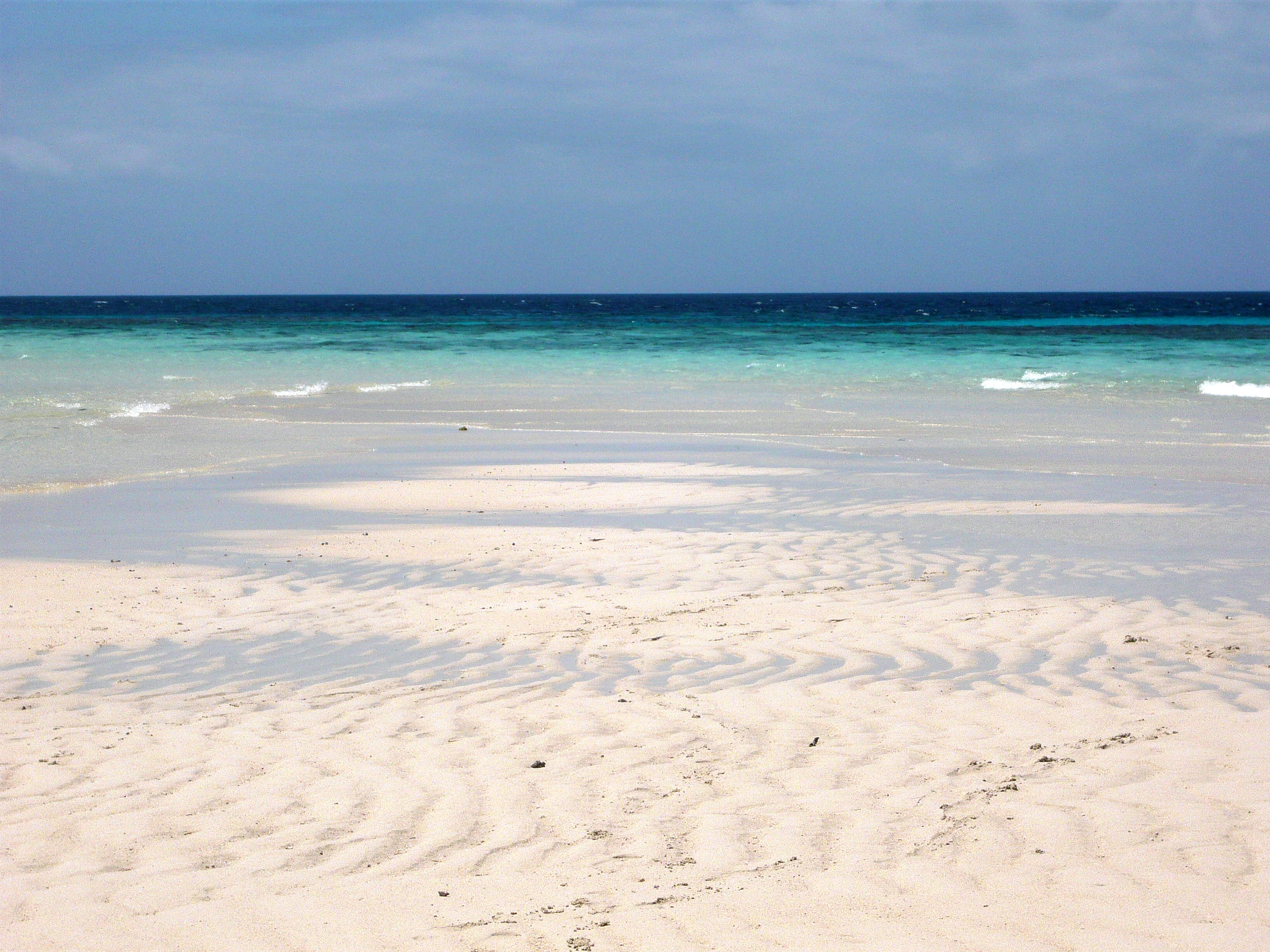
Plage.
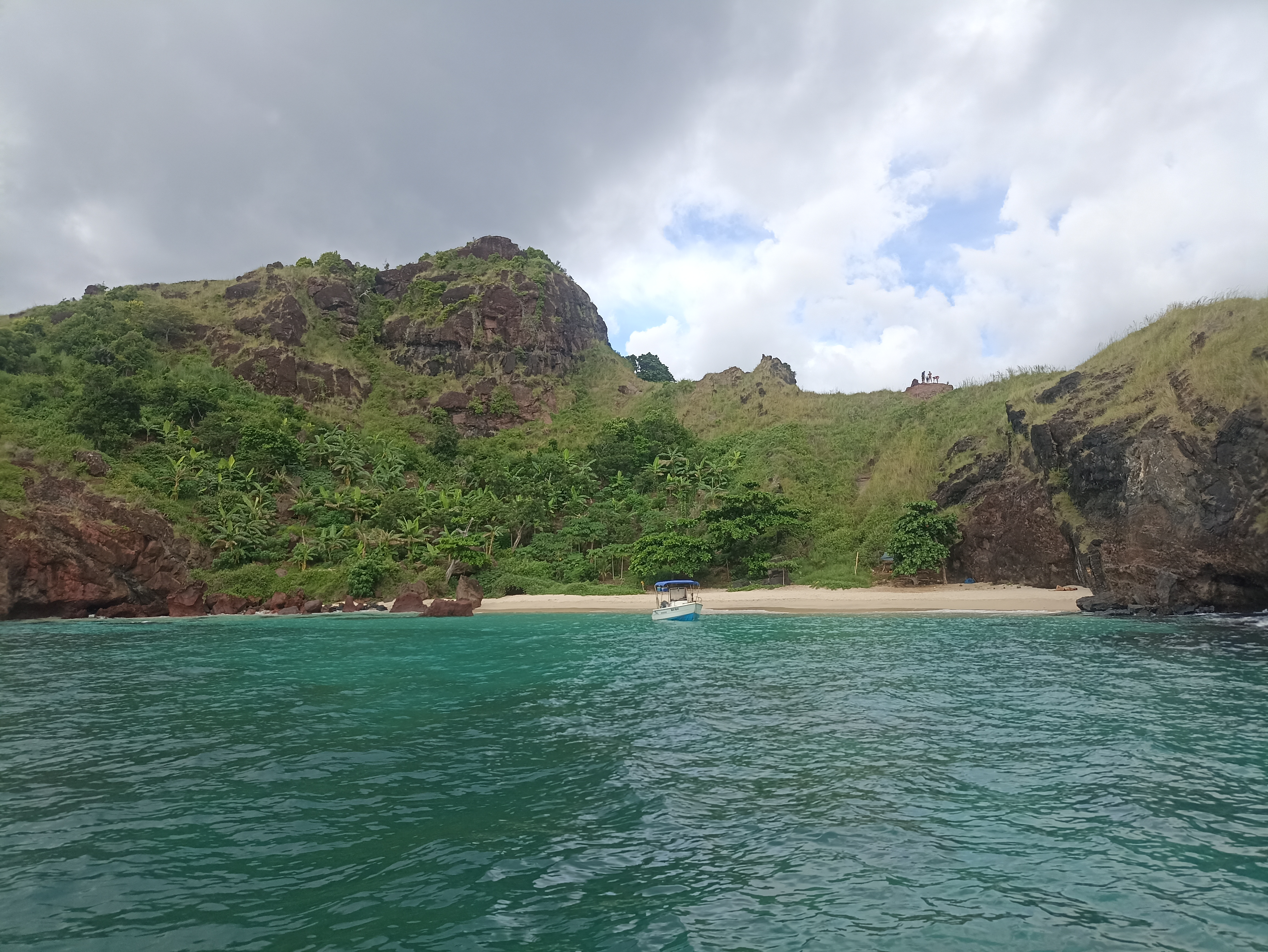
Îlot Malandzamiayatsini